# Mathis Olimb
Mathis Olimb, född 1 februari 1986 i Oslo, är en norsk professionell ishockeyspelare som spelar för Vålerenga i Elite Hockey Ligaen. Olimb började seniorkarriären med spel i just Vålerenga, samt Manglerud Star i Eliteserien säsongerna 2002/03 och 2003/04. Den efterföljande säsongen lämnade han Norge för spel i OHL med London Knights och Sarnia Sting, innan han återvände till Vålerenga med vilka han blev norsk mästare två år i rad. 2007/08 lämnade han återigen Norge, denna gång för spel med Augsburger Panther i DEL. Efter två säsonger med Panther i Tyskland, spelade han en säsong för Frölunda HC i SHL innan han undertecknade ett NHL-kontrakt med Chicago Blackhawks. Olimb fick dock aldrig någon speltid i NHL, och tillbringade istället hela säsongen med Blackhawks farmarklubb Rockford Icehogs i AHL.
Mellan 2011 och 2015 spelade han i SHL, då han återvänt till Frölunda HC. Under sin sista säsong i klubben blev han utsedd till assisterande lagkapten, och gjorde sin poängmässigt bästa säsong i SHL. Han blev också utsedd till mest värdefulla spelare i Champions Hockey League samma säsong efter att ha vunnit turneringens poängliga med 26 poäng på 13 matcher. Efter totalt 282 matcher med Frölunda i SHL, lämnade han klubben inför säsongen 2015/16 för spel med Jokerit i KHL. Halvvägs in i säsongen bröt klubben kontraktet med Olimb, varpå han tillbringade resten av säsongen med Kloten Flyers i Nationalliga A. I april 2016 blev han klar för sin tionde proffsklubb, Linköping HC, som han spelade för under två säsonger innan han anslöt till seriekonkurrenten Skellefteå AIK inför säsongen 2018/19. Mellan 2019 och 2021 spelade han för Grizzly Adams Wolfsburg i DEL. I juli 2021 återvände Olimb för en tredje sejour i Vålerenga.
Olimb har spelat tre OS-turneringar och 14 VM-turneringar för Norge. Vid VM i Slovakien 2011 vann han assistligan och slutade nia i den totala poängligan.
Han är äldre bror till ishockeyspelaren Ken André Olimb.

## Karriär

### Klubblag

#### 2002–2009: Början av karriären
Olimb påbörjade sin ishockeykarriär med moderklubben Manglerud Star, men började sin proffskarriär vid 16 års ålder med Vålerenga i Eliteserien säsongen 2002/03, med vilka han vann ett norskt guld samma säsong. Han debuterade i Eliteserien den 18 november 2002 i en match mot Lillehammer IK. I sin femte match, den 30 januari 2003, gjorde han sitt första mål i serien i en match mot Trondheim IK. Han spelade totalt tio matcher för Vålerenga och noterades för fem mål och fyra assist. Efter endast ett fåtal matcher med Vålerenga säsongen därpå, återvände han till Manglerud som låg sist, och också slutade sist i serien. I det efterföljande kvalspelet var Olimb poängbäst i laget med åtta poäng på sex matcher (fyra mål, fyra assist), men Manglerud blev trots detta degraderade till Norges näst högsta serie. 2004 lämnade han Norge för spel i Nordamerika med London Knights i OHL. Efter endast tio matcher i klubben, lämnade han Knights för spel med seriekonkurrenten Sarnia Sting. Han blev en av klubbens poängmässigt främsta spelare då han på 47 matcher noterades för 31 poäng (8 mål, 23 assist).
Efter en säsong i Nordamerika, återvände Olimb till Norge och spel i Vålerenga med vilka han vann norskt guld två säsonger i följd. Säsongen 2005/06 stod Olimb för 25 poäng på 35 grundseriematcher (11 mål, 14 assist). I slutspelet slog laget ut grundseriesegraren Storhamar Ishockey i semifinalserien med 4–2 i matcher. Därefter vann man fyra matcher i följd mot Stavanger Oilers i final. Säsongen 2006/07 är Olimbs poängmässigt främsta säsong som senior. Han vann Vålerengas interna poängliga och slutade tvåa i den totala poängligan med 62 poäng på 40 grundseriematcher. Med 43 assisteringar vann han också seriens assistliga. I finalserien besegrades Storhamar med 4–1 i matcher. På 15 slutspelsmatcher stod Olimb för tre mål och sju assist.
Den 1 juni 2007 meddelades det att Olimb skrivit på ett tvåårskontrakt med Augsburger Panther i tyska Deutsche Eishockey Liga. Panther misslyckades att ta sig till slutspel säsongen 2007/08 och Olimb slutade på fjärde plats i den interna poängligan med 39 poäng på 54 matcher (14 mål, 25 assist). Olimb förbättrade sin poängnotering i Panther säsongen 2007/08 då han på 43 matcher stod för 41 poäng (13 mål, 28 assist). Han missade dock slutet av säsongen efter att ha brutit foten.

#### 2009–2015: Frölunda HC

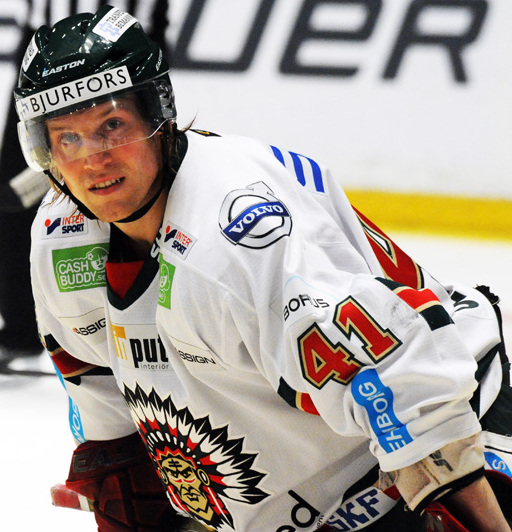
Olimb i Frölunda 2013.

Efter två säsonger i Tyskland skrev han inför säsongen 2009/10 på ett tvåårskontrakt med Frölunda HC i SHL (dåvarande Elitserien). Han gjorde debut i ligan den 24 september 2009 i en match mot Modo Hockey. Två dagar senare gjorde han sitt första mål i SHL, på Anders Lindbäck, i en 3–1-seger mot Timrå IK. Under säsongens gång noterades Olimb för 34 poäng på 55 grundseriematcher och med 25 assisteringar vann han lagets interna assistliga. I SM-slutspelet slogs Frölunda ut i kvartsfinalserien mot Linköping HC med 4–3 i matcher sedan man tappat en 3–1-ledning. På sju spelade matcher stod Olimb för ett mål och tre assistpoäng.
I juni 2010 stod det klart att Olimb brutit sitt kontrakt med Frölunda då han skrivit ett ettårsavtal med Chicago Blackhawks i NHL. Han fick dock aldrig chansen att spela i NHL och tillbringade istället hela säsongen med Blackhawks farmarlag Rockford Icehogs i AHL. Han gjorde AHL-debut den 24 november 2010 i en match mot Lake Erie Monsters. Månaden därpå, den 8 december, noterades han för sitt första mål i AHL, i tom bur, då Texas Stars besegrades med 5–8. Icehogs misslyckades att ta sig till Calder Cup-slutspelet och på 60 matcher stod Olimb för 32 poäng, varav 10 mål.
I slutet av april 2011 återvände han till Frölunda HC då han skrivit ett nytt tvåårskontrakt med klubben. Olimb blev omedelbart en viktig spelare i Frölunda och vann lagets interna poängliga både i grundserien och slutspelet. Han slutade på åttonde plats i den totala poängligan med 41 poäng på 55 matcher (10 mål, 31 assist). I SM-slutspelet slogs laget omgående ut av Brynäs IF med 4–2 i matcher. Olimb stod för fyra poäng på dessa matcher. Olimb missade en stor del av säsongen 2012/13 på grund av skador. I en match mot Skellefteå AIK den 25 september 2012 skadade han sig efter en tackling från motståndaren Adam Pettersson och missade därefter de efterföljande 14 matcherna. I en match mot AIK den 18 december samma år ådrog han sig en sträckning i en muskel, vilket gjorde att han missade ytterligare fem matcher. Den 18 januari 2013 ådrog han sig en skada för tredje gången av säsongen då han skadade axeln i en match mot Linköping HC. Till följd av detta missade han sex matcher. Den 22 februari 2013 förlängde han sitt kontrakt med Frölunda med två år. Totalt spelade han 30 grundseriematcher och noterades för 13 poäng (sex mål, sju assist). Frölunda slogs återigen ut i kvartsfinal, denna gång av Luleå HF med 4–2 i matcher.
Säsongen 2013/14 vann han Frölundas interna poängliga för andra gången på tre år då han noterades för 39 poäng på 52 matcher (11 mål, 28 assist). I SM-slutspelet slogs Frölunda för tredje säsongen i följd ut i kvartsfinal; med 4–3 mot Linköping HC. Inför säsongen 2014/15 blev han utsedd till assisterande lagkapten i Frölunda. Under säsongen kom laget tvåa i Champions Hockey League och Olimb utsågs till turneringens mest värdefulla spelare. Han vann både poäng- och assistligan (26 poäng, 18 assist). Detta kom att bli Olimbs sista säsong med Frölunda, och hans poängmässigt bästa säsong i SHL. På 51 matcher noterades han för 46 poäng (7 mål, 39 assist) och slutade sexa i den totala poängligan. Denna gång tog sig laget förbi kvartsfinal (4–3 mot Luleå HF), men föll därefter mot Växjö Lakers HC med 4–2 i semifinalserien. På 13 matchet stod Olimb för ett mål och fem assistpoäng.

#### 2015–2021: Fortsatt spel ute i Europa
I början av april 2015 skrev Olimb på ett tvåårskontrakt för Jokerit i KHL. Han debuterade i KHL den 25 augusti samma år i en match mot Severstal Tjerepovets. Samma månad, den 29 augusti, gjorde han sitt första mål i KHL, på Viktor Fasth, i en 3–0-seger mot HK CSKA Moskva. Hans tid i Jokerit blev dock kort då klubben bröt kontraktet i december 2015. På 38 matcher stod han för 18 poäng, varav 7 mål. Han tillbringade istället resten av säsongen med Kloten Flyers i schweiziska Nationalliga A. Med Kloten spelade Olimb16 grundseriematcher och stod för 13 poäng, varav två mål. I det följande slutspelet spelade han endast två matcher då laget slogs ut av HC Davos med 4–0 i kvartsfinalserien.
Inför säsongen 2016/17, den 1 april 2016, meddelades det att Olimb återvänt till SHL – denna gång till Linköping HC, som han skrev ett tvåårskontrakt med. På grund av olika skador missade Olimb 8 av de 14 inledande omgångarna. I grundserien spelade han totalt 40 grundseriematcher och noterades för 21 poäng (8 mål, 13 assist). I SM-slutspelet slogs Linköping omgående ut i kvartsfinal av Brynäs IF med 4–2 i matcher. Under sin andra säsong i klubben noterades Olimb för 34 poäng på 50 matcher under grundserien (12 mål, 22 assist) och slutade tvåa i lagets interna poängliga. För andra säsongen i följd slogs Linköping ut i kvartsfinal, denna gång av Djurgårdens IF med 4–1 i matcher. Kort efter säsongens slut stod det klart att Olimb inte erbjudits någon kontraktsförlängning av Linköping.
I juni 2018 meddelade Skellefteå AIK att man skrivit ett ettårsavtal med Olimb. Han gjorde mål i sin debut för Skellefteå och totalt noterades han för 24 poäng på 52 grundseriematcher. Laget slutade på femte plats i grundserien och slogs därefter omgående ut av Djurgårdens IF i kvartsfinalserien med 4–2 i matcher.
Olimb sejour i Skellefteå blev bara ettårig då han den 24 maj 2019 bekräftades ha skrivit ett tvåårsavtal med den tyska klubben Grizzly Adams Wolfsburg i DEL. Inför säsongen utsågs han till assisterande lagkapten i Wolfsburg och var därefter lagets näst bästa poängplockare i grundserien. På 50 matcher stod han för 36 poäng (10 mål, 26 assist). Laget slutade på nionde plats i grundserien och på grund av Covid-19-pandemin ställdes det efterföljande slutspelet in. Säsongen 2020/21 vann Olimb lagets interna assistliga, tillsammans med Matti Järvinen, då båda stod för 19 assistpoäng. I slutspelet tog sig Wolfsburg till final efter att ha slagit ut Fischtown Pinguins och Adler Mannheim i kvarts, respektive semifinal (båda med 2–1 i matcher). I den tredje och avgörande matchen stod Olimb som ensam målskytt för Wolfsburg, som förlorade mot Eisbären Berlin med 2–1.

#### Från 2021: Återkomst till Vålerenga
Efter två säsonger med Wolfsburg i Tyskland meddelades det den 10 juli 2021 att Olimb återvänt hem till Norge då han skrivit ett fyraårsavtal med Vålerenga. I grundseriens sista omgång av säsongen 2021/22 stod han för fem poäng i en match mot Grüner. Totalt stod han för 41 poäng på 40 matcher. Han vann lagets interna assistliga med 29 assistpoäng. I det följande slutspelet slogs laget omgående ut i kvartsfinal av Storhamar med 4–2 i matcher. Olimb var under slutspelet lagets näst bästa spelare poängmässigt sett med två mål och fem assist på dessa matcher. Inför säsongen 2022/23 utsågs Olimb till assisterande lagkapten för Vålerenga. På 43 grundseriematcher stod Olimb för 34 poäng varav 27 assist, vilket gjorde att han vann lagets interna assistliga. Laget slutade på tredje plats i grundserien och slog i det följande slutspelet ut Frisk Asker i kvartsfinalserien med 4–0 i matcher. I semifinal föll man dock med 4–2 mot Storhamar. På tio slutspelsmatcher gjorde Olimb elva poäng och vann därmed lagets interna poängliga. Med tio assistpoäng var han också den spelare i laget som gjorde flest assistpoäng.
Säsongen 2023/24 gjorde Olimb sin poängmässigt bästa grundserie sedan säsongen 2006/07. Han slutade på tionde plats i den totala poängligan med 47 poäng på 45 matcher (13 mål, 34 assist). I slutspelet tog sig Vålerenga till finalspel genom att slå ut Stjernen Hockey (4–1) och Stavanger Oilers (4–3) i kvarts-, respektive semifinal. Vålerenga tilldelades ett silver sedan man förlorat finalserien mot Storhamar med 4–1 i matcher. På 17 slutspelsmatcher stod Olimb för 15 poäng, varav fem mål. Detta gav honom en andraplats i lagets interna poängliga. Även den efterföljande säsongen hade Olimb en god poängproduktion där han stod för över en poäng per match i grundserien. På 38 matcher stod han för 42 poäng (10 mål, 32 assist). Laget slutade på fjärde plats i grundserien och i det efterföljande slutspelet slogs man ut av Storhamar i semifinalserien med 4–0 i matcher. Den 3 april 2025 bekräftades det att Olimb förlängt sitt avtal med Vålerenga med ytterligare en säsong.

### Landslag

#### 2002–2006: Juniorlandslag

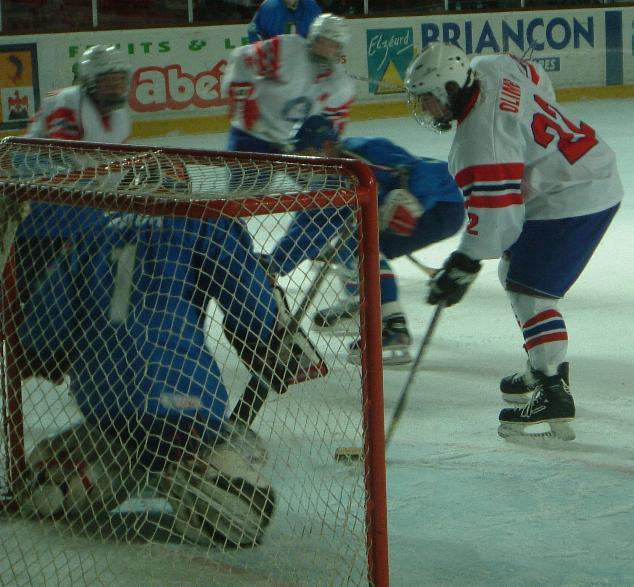
Olimb under U18-VM 2003.

Olimb spelade tre VM-turneringar för Norges U18-landslag – 2002, 2003 och 2004. Han var under varje turnering en av lagets poängmässigt bästa spelare och stod för totalt 18 poäng på 19 matcher (sex mål, tolv assist). 2002 åkte Norge ur toppdivisionen, men då man vann sin grupp i division 1 året därpå, var man tillbaka i toppdivisionen 2004. Väl där åkte man åter ur, efter att ha förlorat samtliga av sina sju matcher.
Mellan 2003 och 2006 spelade han samtliga JVM-turneringar för Norge. Under den första turneringen var Olimb fortfarande endast 16 år gammal. Norge spelade vid den här tiden i JVM:s division 1, och lyckades inte avancera till toppdivisionen, efter att ha slutat trea i sin grupp. Även året därpå misslyckades norrmännen att avancera till toppdivisionen, efter att ha slutat tvåa efter Vitryssland i grupp B.
Vid JVM 2005 vann Olimb Norges interna poängliga efter att ha noterats för nio poäng på fem matcher (fyra mål, fem assist), och Norge vann detta år grupp A efter att ha vunnit i samtliga matcher. 2006 spelade Olimb sitt sista JVM, och Norges första JVM i toppdivisionen sedan 1991. Även denna gång vann han lagets interna poängliga med tre poäng på sex matcher (två mål, en assist). Laget gick dock poänglösa ur turneringen och degraderades åter till division 1 i JVM.

#### 2007–2022: A-landslaget
Olimb gjorde debut i Norges A-landslag under VM i Ryssland 2007. Hans första A-landslagsmatch var den 28 april 2007 mot Slovakien, som man förlorade med 3–0. Han gjorde sin första poäng i landslaget i den efterföljande matchen då han assisterade till ett av Norges mål – men laget lyckades inte vinna någon av de tre gruppspelsmatcherna och tvingades spela i nedflyttningsgruppen. I denna grupp slutade man tvåa sedan man besegrat både Österrike och Lettland, och var därmed klara för VM i toppdivisionen även 2008. På sex spelade matcher noterades Olimb för tre assistpoäng. Den 9 november 2007 gjorde Olimb sitt första A-landslagsmål då Norge besegrade Litauen med 5–2 under LG Hockey Games (ej att förväxla med svenska LG Hockey Games, som har samma namn).
2008 spelade Olimb sitt andra världsmästerskap i följd, och gjorde sina två första VM-mål. Norge tog sig vidare till den andra gruppspelsrundan och senare även till slutspelet – i kvartsfinalen föll man dock med 8–2 mot Kanada. Olimb stod för två mål på sju matcher. Olimb missade sen VM i Schweiz 2009 efter att ha brutit foten i en OS-kvalmatch mot Frankrike, i februari 2009.
I februari 2010 spelade Olimb sin första OS-turnering, som avgjordes i Kanada. Detta var också första gången sedan 1994 som Norge kvalificerat sig för OS-slutspelet. Norge slutade sist i grupp A efter att ha förlorat samtliga matcher, mot Kanada, USA och Schweiz. I åttondelsfinalen ställdes man mot Slovakien och föll även i den matchen, med 4–3. På fyra matcher stod Olimb för två assistpoäng.

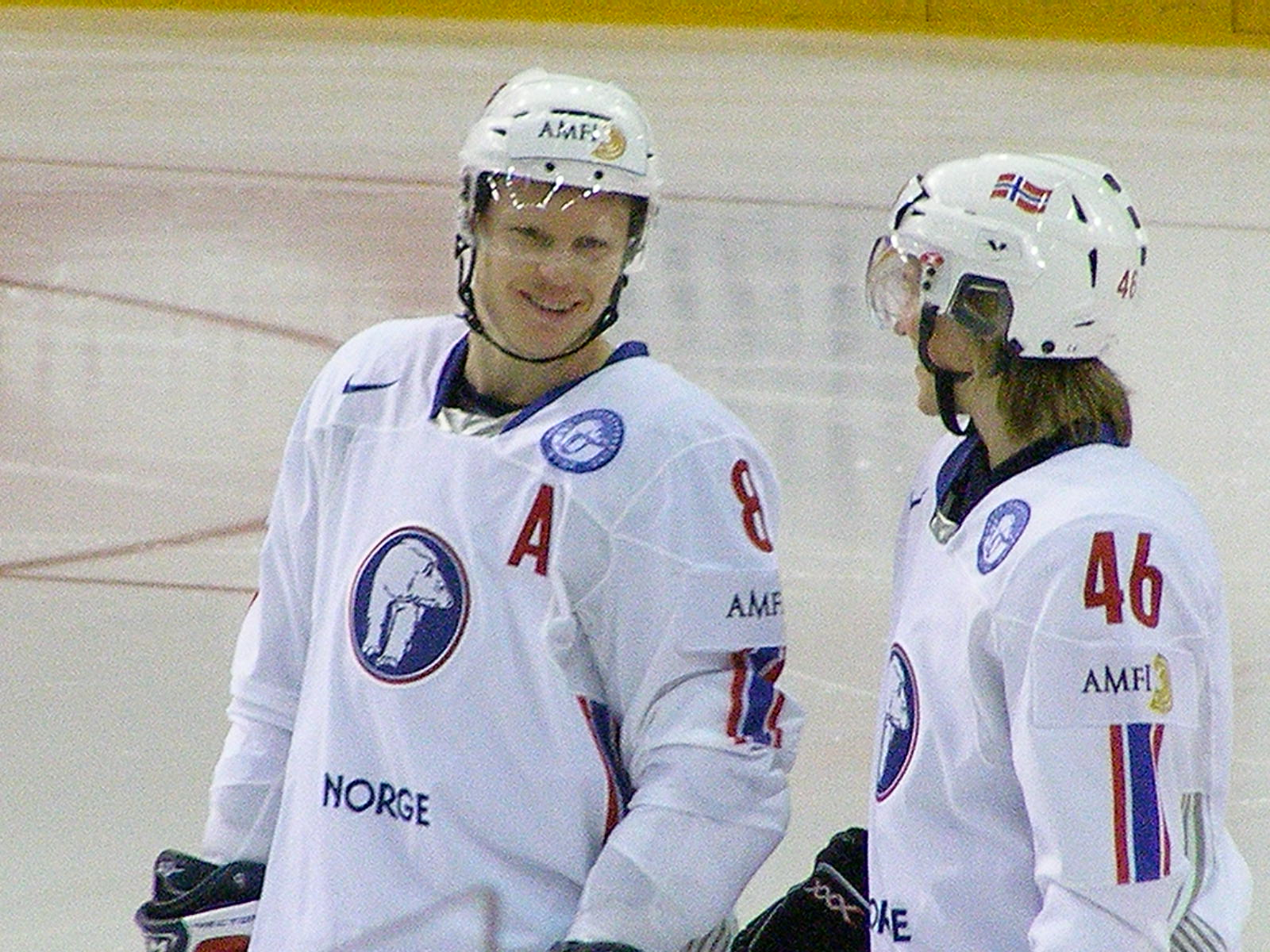
Olimb (t.h.) under VM 2008.

I maj samma år spelade han sitt tredje VM, som detta år avgjordes i Tyskland. Laget lyckades ta sig vidare till den andra gruppspelsrundan sedan man bland annat besegrat Tjeckien med 3–2. Norge slutade nia och Olimb noterades för fyra poäng på sex matcher (ett mål, tre assist). 2011 gjorde han sitt fjärde VM. I öppningsmatchen tog Norge sin första VM-seger mot Sverige någonsin. I kvartsfinal föll man dock mot Finland med 1–4 och slutade sexa i mästerskapet – Norges dittills bästa resultat i ett VM. Olimb vann turneringens assistliga, vann lagets interna poängliga och slutade på plats nio i den totala poängligan. På sju matcher stod han för nio poäng (ett mål, åtta assist). Vid VM 2012 tog sig Norge för andra mästerskapet i följd till kvartsfinalspel. Väl där föll man dock mot Ryssland med 2–5. Poängmässigt stod Olimb för ännu en stark turnering då han på åtta matcher noterades för sju poäng (ett mål, sex assist). Året därpå, i Sverige och Finland, slogs Norge ut efter gruppspelet och slutade på tionde plats. Olimb stod för fyra assistpoäng på sju matcher.
2014 spelade han sitt andra OS, denna gång i Ryssland. Laget slutade tolva, sist av alla lag, efter att ha förlorat samtliga av sina matcher. Norge lyckades endast göra tre mål på sina fyra matcher och Olimb stod för två assister.
Vid VM i Vitryssland 2014 vann Olimb för andra gången Norges interna poängliga. Laget slutade på tolfte plats och han stod för åtta poäng på sju matcher (ett mål, sju assist). Olimb vann lagets poängliga även under de två efterföljande världsmästerskapen. Vid turneringen 2015 slutade man på elfte plats – Olimb stod för åtta assistpoäng och slutade fyra i assistligan. Vid VM i Ryssland 2016 gjorde han sin nionde VM-turnering och sin sjunde VM-turnering i följd. Han stod för sex poäng på sju matcher (två mål, fyra assist) då Norge slutade på tionde plats i turneringen. Året därpå spelade Olimb återigen VM. Norge lyckades inte ta sig vidare till slutspel efter gruppspelet och slutade på elfte plats i turneringen. Olimb, som var en av lagets assisterande lagkaptener, noterades för fem poäng på sju matcher (ett mål, fyra assist).
Vid OS i Pyeongchang 2018 gjorde Olimb sitt tredje OS. Norge slutade fyra i grupp C sedan man förlorat samtliga matcher, mot Sverige, Finland och Tyskland. I åttondelsfinalen besegrade man dock Slovenien och tog därmed sin första seger i OS sedan Lillehammer 1994, 24 år tidigare. I kvartsfinalen, som var Norges första någonsin, föll laget med 1–6 mot OAR. På fem matcher noterades Olimb för en assistpoäng.
2018 spelade Olimb sin elfte VM-turnering, som avgjordes i Danmark. I gruppspelet lyckades Norge besegra Tyskland och Sydkorea, vilket var tillräckligt för att säkra en plats i A-VM 2019. Man föll dock i övriga matcher och misslyckades därmed att ta sig till slutspel. På sju matcher stod Olimb för fyra poäng (ett mål, tre assist).

## Statistik

### Klubblag
| 2002–03    | Vålerenga               | Eliteserien | 10  | 5  | 4   | 9   | 4   | —  | —  | —  | —  | —  |
| 2003–04    | Vålerenga               | Eliteserien | 3   | 0  | 0   | 0   | 0   | —  | —  | —  | —  | —  |
| 2003–04    | Manglerud Star          | Eliteserien | 29  | 5  | 7   | 12  | 16  | 6  | 4  | 4  | 8  | 2  |
| 2004–05    | London Knights          | OHL         | 10  | 0  | 2   | 2   | 4   | —  | —  | —  | —  | —  |
| 2004–05    | Sarnia Sting            | OHL         | 47  | 8  | 23  | 31  | 12  | —  | —  | —  | —  | —  |
| 2005–06    | Vålerenga               | Eliteserien | 39  | 11 | 14  | 25  | 46  | 13 | 4  | 3  | 7  | 8  |
| 2006–07    | Vålerenga               | Eliteserien | 40  | 19 | 43  | 62  | 59  | 15 | 3  | 7  | 10 | 4  |
| 2007–08    | Augsburger Panther      | DEL         | 54  | 14 | 25  | 39  | 71  | —  | —  | —  | —  | —  |
| 2008–09    | Augsburger Panther      | DEL         | 43  | 13 | 28  | 41  | 14  | —  | —  | —  | —  | —  |
| 2009–10    | Frölunda HC             | Elitserien  | 55  | 9  | 25  | 34  | 20  | 7  | 1  | 3  | 4  | 4  |
| 2010–11    | Rockford Icehogs        | AHL         | 60  | 10 | 22  | 32  | 22  | —  | —  | —  | —  | —  |
| 2011–12    | Frölunda HC             | Elitserien  | 55  | 10 | 31  | 41  | 34  | 6  | 1  | 3  | 4  | 10 |
| 2012–13    | Frölunda HC             | Elitserien  | 30  | 6  | 7   | 13  | 6   | 6  | 1  | 0  | 1  | 6  |
| 2013–14    | Frölunda HC             | SHL         | 52  | 11 | 28  | 39  | 28  | 7  | 1  | 1  | 2  | 2  |
| 2014–15    | Frölunda HC             | SHL         | 51  | 7  | 39  | 46  | 65  | 13 | 1  | 5  | 6  | 33 |
| 2015–16    | Jokerit                 | KHL         | 38  | 7  | 11  | 18  | 20  | —  | —  | —  | —  | —  |
| 2015–16    | Kloten Flyers           | NLA         | 16  | 2  | 11  | 13  | 0   | 2  | 0  | 0  | 0  | 0  |
| 2016–17    | Linköping HC            | SHL         | 40  | 8  | 13  | 21  | 35  | 6  | 0  | 1  | 1  | 2  |
| 2017–18    | Linköping HC            | SHL         | 50  | 12 | 22  | 34  | 32  | 7  | 1  | 4  | 5  | 4  |
| 2018–19    | Skellefteå AIK          | SHL         | 52  | 4  | 20  | 24  | 30  | 6  | 1  | 2  | 3  | 2  |
| 2019–20    | Grizzly Adams Wolfsburg | DEL         | 50  | 10 | 26  | 36  | 42  | —  | —  | —  | —  | —  |
| 2020–21    | Grizzly Adams Wolfsburg | DEL         | 34  | 2  | 19  | 21  | 18  | 9  | 1  | 7  | 8  | 6  |
| 2021–22    | Vålerenga               | Eliteserien | 40  | 12 | 29  | 41  | 22  | 6  | 2  | 5  | 7  | 2  |
| 2022–23    | Vålerenga               | Eliteserien | 43  | 7  | 27  | 34  | 30  | 10 | 1  | 10 | 11 | 8  |
| 2023–24    | Vålerenga               | EHL         | 45  | 13 | 34  | 47  | 34  | 17 | 5  | 10 | 15 | 12 |
| 2024–25    | Vålerenga               | EHL         | 38  | 10 | 32  | 42  | 72  | 10 | 2  | 3  | 5  | 4  |
| SHL totalt | SHL totalt              | SHL totalt  | 385 | 67 | 185 | 252 | 250 | 58 | 7  | 19 | 26 | 63 |
| EHL totalt | EHL totalt              | EHL totalt  | 287 | 82 | 190 | 272 | 283 | 77 | 21 | 42 | 63 | 40 |
| DEL totalt | DEL totalt              | DEL totalt  | 181 | 39 | 98  | 137 | 145 | 9  | 1  | 7  | 8  | 6  |

### Internationellt
| År            | Lag           | Turnering     | Matcher | Mål | Assists | Poäng | Utv. |
| ------------- | ------------- | ------------- | ------- | --- | ------- | ----- | ---- |
| 2002          | Norge         | U18-VM        | 8       | 3   | 4       | 7     | 0    |
| 2003          | Norge         | JVM D1        | 5       | 0   | 1       | 1     | 0    |
| 2003          | Norge         | U18-VM D1     | 5       | 3   | 2       | 5     | 4    |
| 2004          | Norge         | JVM D1        | 5       | 2   | 4       | 6     | 0    |
| 2004          | Norge         | U18-VM        | 6       | 0   | 6       | 6     | 14   |
| 2005          | Norge         | JVM D1        | 5       | 4   | 5       | 9     | 18   |
| 2006          | Norge         | JVM           | 6       | 2   | 1       | 3     | 8    |
| 2007          | Norge         | VM            | 6       | 0   | 3       | 3     | 8    |
| 2008          | Norge         | VM            | 7       | 2   | 0       | 2     | 4    |
| 2010          | Norge         | OS            | 4       | 0   | 2       | 2     | 0    |
| 2010          | Norge         | VM            | 6       | 1   | 3       | 4     | 0    |
| 2011          | Norge         | VM            | 7       | 1   | 8       | 9     | 4    |
| 2012          | Norge         | VM            | 8       | 1   | 6       | 7     | 16   |
| 2013          | Norge         | VM            | 7       | 0   | 4       | 4     | 0    |
| 2014          | Norge         | OS            | 4       | 0   | 2       | 2     | 4    |
| 2014          | Norge         | VM            | 7       | 1   | 7       | 8     | 12   |
| 2015          | Norge         | VM            | 7       | 0   | 8       | 8     | 4    |
| 2016          | Norge         | VM            | 7       | 2   | 4       | 6     | 6    |
| 2017          | Norge         | VM            | 7       | 1   | 4       | 5     | 10   |
| 2018          | Norge         | OS            | 5       | 0   | 1       | 1     | 2    |
| 2018          | Norge         | VM            | 7       | 1   | 3       | 4     | 24   |
| 2019          | Norge         | VM            | 7       | 0   | 4       | 4     | 6    |
| 2021          | Norge         | VM            | 7       | 2   | 1       | 3     | 2    |
| 2022          | Norge         | VM            | 7       | 2   | 0       | 2     | 2    |
| Junior totalt | Junior totalt | Junior totalt | 40      | 14  | 23      | 37    | 44   |
| Senior totalt | Senior totalt | Senior totalt | 110     | 14  | 60      | 74    | 104  |